# Казахстан на летней Универсиаде 2015
Казахстан на XXVIII Всемирной Летней Универсиаде был представлен 94 спортсменами в 10 видах спорта. По итогам игр казахстанская сборная завоевала 6 золотых и 4 бронзовых медалей.

## Призёры
| Медаль | Обладатель                                                             | Вид спорта      | Дисциплина                     | Дата       |
| ------ | ---------------------------------------------------------------------- | --------------- | ------------------------------ | ---------- |
| Золото | Дмитрий Баландин                                                       | Плавание        | 100 метров брассом, мужчины    | 05.07.2015 |
| Золото | Виктория Зябкина                                                       | Лёгкая атлетика | 100 метров, женщины            | 09.07.2015 |
| Золото | Виктория Зябкина                                                       | Лёгкая атлетика | 200 метров, женщины            | 10.07.2015 |
| Золото | Нурсултан Мамаев                                                       | Тхэквондо       | до 58 кг, мужчины              | 10.07.2015 |
| Золото | Никита Филиппов                                                        | Лёгкая атлетика | прыжки с шестом, мужчины       | 11.07.2015 |
| Золото | Анастасия Тулапина Светлана Иванчукова Юлия Рахманова Виктория Зябкина | Лёгкая атлетика | эстафета 4×100 метров, женщины | 12.07.2015 |
| Бронза | Жанар Кашкын                                                           | Дзюдо           | до 70 кг, женщины              | 05.07.2015 |
| Бронза | Асем Орынбай Жания Айдарханова Ангелина Мищук                          | Стрельба        | Скит, командный зачёт, женщины | 08.07.2015 |
| Бронза | Андрей Фролов Владимир Почивалов Александр Ещенко                      | Стрельба        | Скит, командный зачёт, мужчины | 09.07.2015 |
| Бронза | Дмитрий Баландин                                                       | Плавание        | 50 метров брассом, мужчины     | 09.07.2015 |